# Демидчук Семен
Демидчук Семен (*22 квітня 1884 — †20 вересня 1965) — український журналіст, громадський діяч, письменник.

## З біографії
Народ. 22 квітня 1884 р. у м. Буськ (Галичина). Закінчив гімназію у Львові, потім правничі студії. У 1912—1913 рр. приїздив до США для збирання коштів на українське приватне шкільництво. У 1914 р. удруге прибув до США, співпрацював із редакцією «Свободи» та ін. газетами. У 1920—1939 рр. — співробітник редакції «Америки». Редагував кілька випусків календарів «Провидіння», разом із Л. Цегельським — газету «Український вісник» у Нью-Йорку (1927-
1928). У 1943—1954 рр. працював у редакції «Свобода». Дійсний член НТШ, член-кореспондент УВАН. Помер 20 вересня 1965 р. у Брукліні.

## Творчість
Автор збірки оповідань і нарисів «Перші образки з Америки», праці «Україніка в Америці».